# Haus Heineken

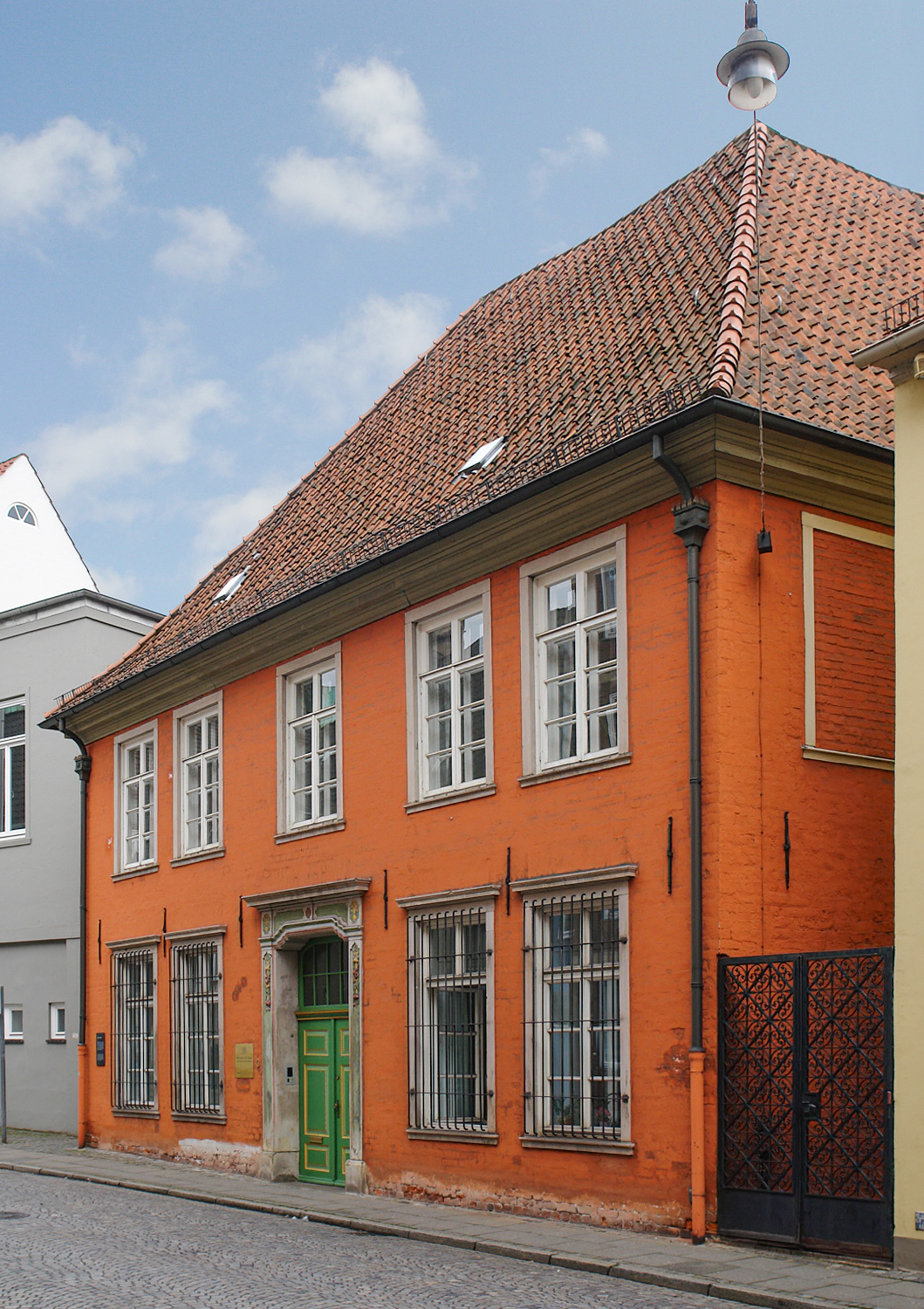
Haus Heineken, Sandstraße 3

Das Haus Heineken in Bremen - Mitte, Sandstraße 3, direkt neben dem Bremer Dom, gehört zu den letzten altbremischen Bürgerhäusern mit spätgotischer Bausubstanz und besitzt die älteste erhaltene bemalte Holzdecke in Bremen. 
Das Gebäude steht seit 1917/1973 unter Bremischen Denkmalschutz.

## Geschichte

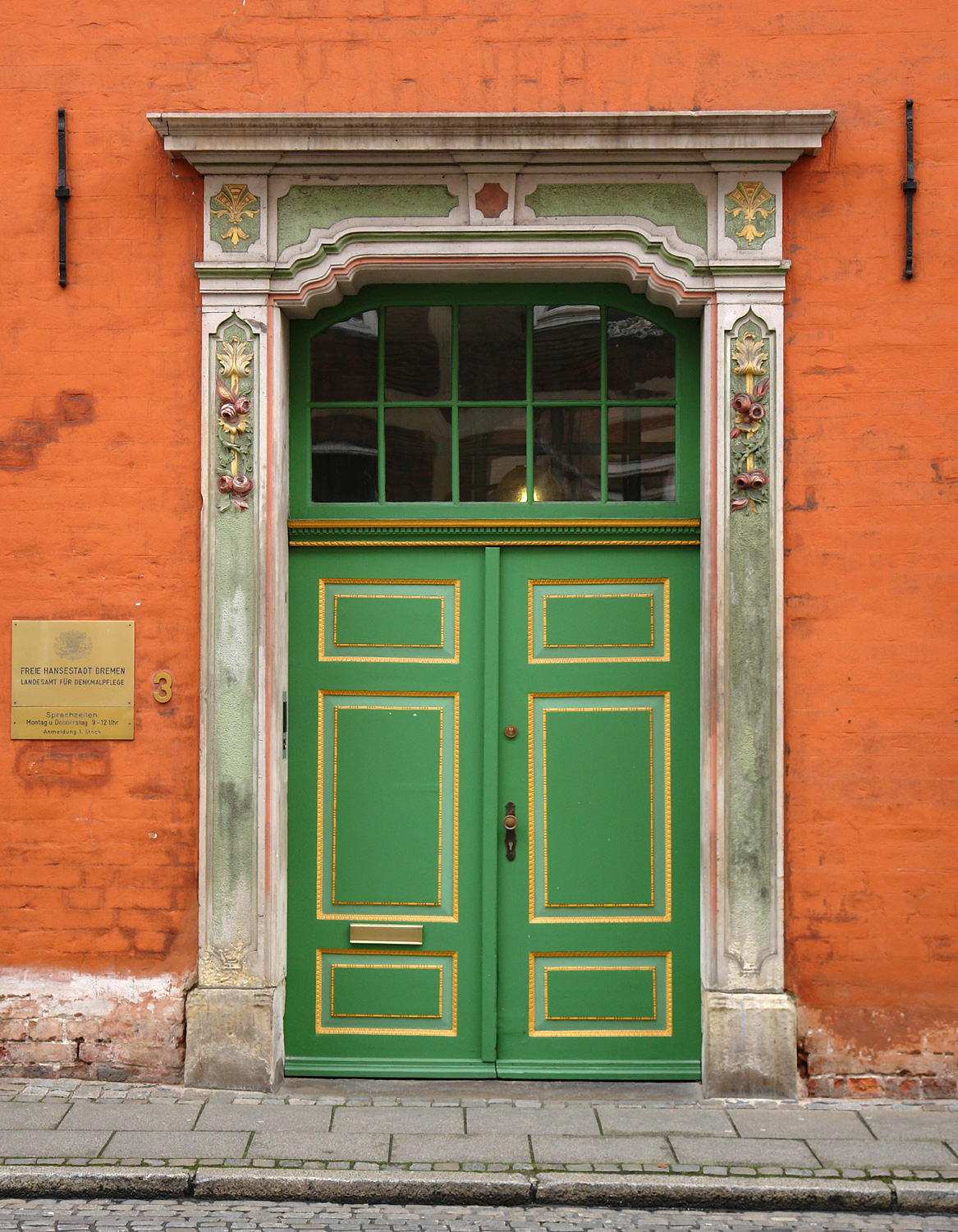
Portal von 1744

Der Bremer Bürgermeister Christian Abraham Heineken (1752–1818) war der bekannteste Bewohner des Hauses Sandstraße 3. Nach ihm wurde im Volksmund das Gebäude als Haus Heineken bekannt. Aber er war nicht der erste Bewohner dieser in seinen älteren Teilen noch erhaltenen einstigen Domkapitelskurie, deren erste urkundliche Erwähnung aus dem Jahr 1744 stammt. Die Zeit davor ist nur sehr lückenhaft dokumentiert.
Nach einer einst am Haus angebrachten und überlieferten Inschrift hat der erzbischöfliche Kanzler Gideon Eggeling 1579 eine gründliche Instandsetzung und Erweiterung des verfallenen Giebelhauses vorgenommen. Nicht bekannt ist, ob er die neuen Räumlichkeiten dann selbst bezog oder nur als Auftraggeber des nunmehr evangelischen Domkapitels fungierte.
Ein weiterer Bewohner soll nach einer Notiz des Archivars Hermann Post (1693–1762) der Schwede Georg Bernhard von Engelbrechten († 1730) gewesen sein, der Kanzler für Bremen und Verden für den schwedischen König war und dessen Sarkophag – eine Arbeit des Bremer Bildhauers Theophil Frese (1696–1763) – heute im Bleikeller steht.
In der Urkunde von 1744 wird als Vorbewohner des Hauses ein Mitglied der Familie von Galen genannt. Die Brüder Jost (Jodochus) und Dietrich (Theodorus) von Galen waren zwischen 1570 bzw. 1561 und 1601/1602 Domherren in Bremen. Ihr gemeinsames Epitaph befindet sich im Dom an einem Pfeiler des Mittelschiffs gegenüber der Kanzel. Direkte Nachkommen der Brüder lassen sich zwar nicht durch Quellen belegen, aber in den Kirchenbüchern von St. Ansgarii und des St.-Petri-Doms sind unter Beerdigungen bis 1748 mehrere von Galens festzustellen. Möglicherweise waren also die 1744 erwähnten Bewohner der Sandstraße 3 Nachfahren dieser beiden Domherren.
Durch schriftliche Dokumente gesicherte Kenntnisse über die Bewohner des Hauses finden sich im Bremer Staatsarchiv erst für den Anfang des 18. Jahrhunderts. Sie belegen 1744 den Verkauf des Anwesens „Domkapitelskurie Nr. 30 sowie der beiden dazugehörigen Buden Nr. 28 u. 29“ durch die Domstrukturei an den stadtbremischen Syndicus und Kanzleidirektor Everhard Otto (1685–1756).
Der nächste Eigentümer war ab 1759 der Richter und spätere Bürgermeister Diedrich Smidt (1711–1787), ein Onkel zweiten Grades des Bürgermeisters Johann Smidt (1773–1857).
1787 kaufte der Senator und spätere Bürgermeister Christian Abraham Heineken das Haus. Heineken war bereits mit 27 Jahren Ratsherr, ab 1792 bekleidete er das Bürgermeisteramt und ab 1802 war er Ältester Bürgermeister. Über mehrere Jahrzehnte hatten Heineken und seine Nachkommen einen heute ebenfalls noch bekannten Nachbarn in der Sandstraße, den Arzt und Astronom Wilhelm Olbers (1758–1840); sein Haus lag dem Heinekenschen gegenüber.
Die Erben von Senator Friedrich Wilhelm Heineken (1787–1848) und seiner 1865 verstorbenen Witwe Anna Theodora, geb. Oelrichs veräußerten 1897 die Sandstraße 3 an die Firma Heinrich Bremer, Domshof 14. Anhand des Adressbuchs von 1893 wird deutlich, dass die Erben Heineken es zu diesem Zeitpunkt bereits nicht mehr selbst bewohnten. Einer der im Adressbuch genannten Mieter war der bekannte Bremer Architekt Johann Georg Poppe (1837–1915), der hier sein „Bureau“ hatte.
1898 ging das Haus an den Verein Vorwärts über. Von diesem kaufte es später die Stadt Bremen.
1917 wurde das Haus von Paul Ludwig Troost ausgestaltet. Nachdem es nicht mehr als Sitz einer großen Familie bewohnt worden war, war das Obergeschoss zu Mietwohnungen umgebaut worden. Im Erdgeschoss hatten Handwerksbetriebe ihr Domizil. So war seit den 1920er Jahren bis kurz vor dem Einzug der Denkmalpflege das Haus in der Sandstraße Sitz der Buchdruckerei Adolf Willers.

### Landesamt Für Denkmalpflege
Das Haus beherbergt seit März 1974 das Landesamt für Denkmalpflege Bremen (LfD Bremen). Noch zwei Jahre vorher sollte das Gebäude – obwohl unter Denkmalschutz stehend – abgebrochen und das Areal Wilhadistraße / Violenstraße / Sandstraße mit einem Parkhaus bebaut werden. Zwar war einem Abbruch auch seitens des Denkmalamtes zunächst zugestimmt und ersatzweise ein „Wiederaufbau“ der Nr. 3 in Oberneuland vorgeschlagen worden, aber nach erneuten Verhandlungen und mit Rückenstärkung der Bremer Presse setzte die Denkmalpflege sich gegen die Parkhaus-Planung durch. Dabei kamen nicht nur historische und kunsthistorische Argumente zum Tragen – Sandstraße 3 als eines der letzten fünf altbremischen Bürgerhäuser mit spätgotischer Bausubstanz –, sondern auch die mögliche Gefährdung des Domes durch Autoabgase und Erschütterungen.
Mit dem Projekt Revitalisierung Sandstraße wurde nicht nur das Haus Nr. 3 gerettet, auch die Nummern 5, 4, 4A und 2 konnten bleiben. Lediglich das Haus Nr. 1, quer zur Buchtstraße gelegen, war bereits dem Ausbau der Violenstraße gewichen. 
Im Januar 1973 erteilte die Bürgerschaft dem Hochgaragenprojekt in der ursprünglich geplanten Form eine Absage. Im März desselben Jahres fiel die Entscheidung über die zukünftigen Nutzer der Sandstraße 3 und es erfolgte die Bereitstellung der nötigen Mittel für erste grundlegende Sanierungsarbeiten.
Das Denkmalamt zog im März 1974 ein, benutzte zunächst die im ersten Bauabschnitt renovierten Räume im vorderen Teil des Hauses. Die beiden zur Violenstraße gelegenen Räume, von denen der untere jahrzehntelang einer Druckerei gedient hatte, blieben aus Geldmangel zunächst im unrenovierten bzw. unrestaurierten Zustand.

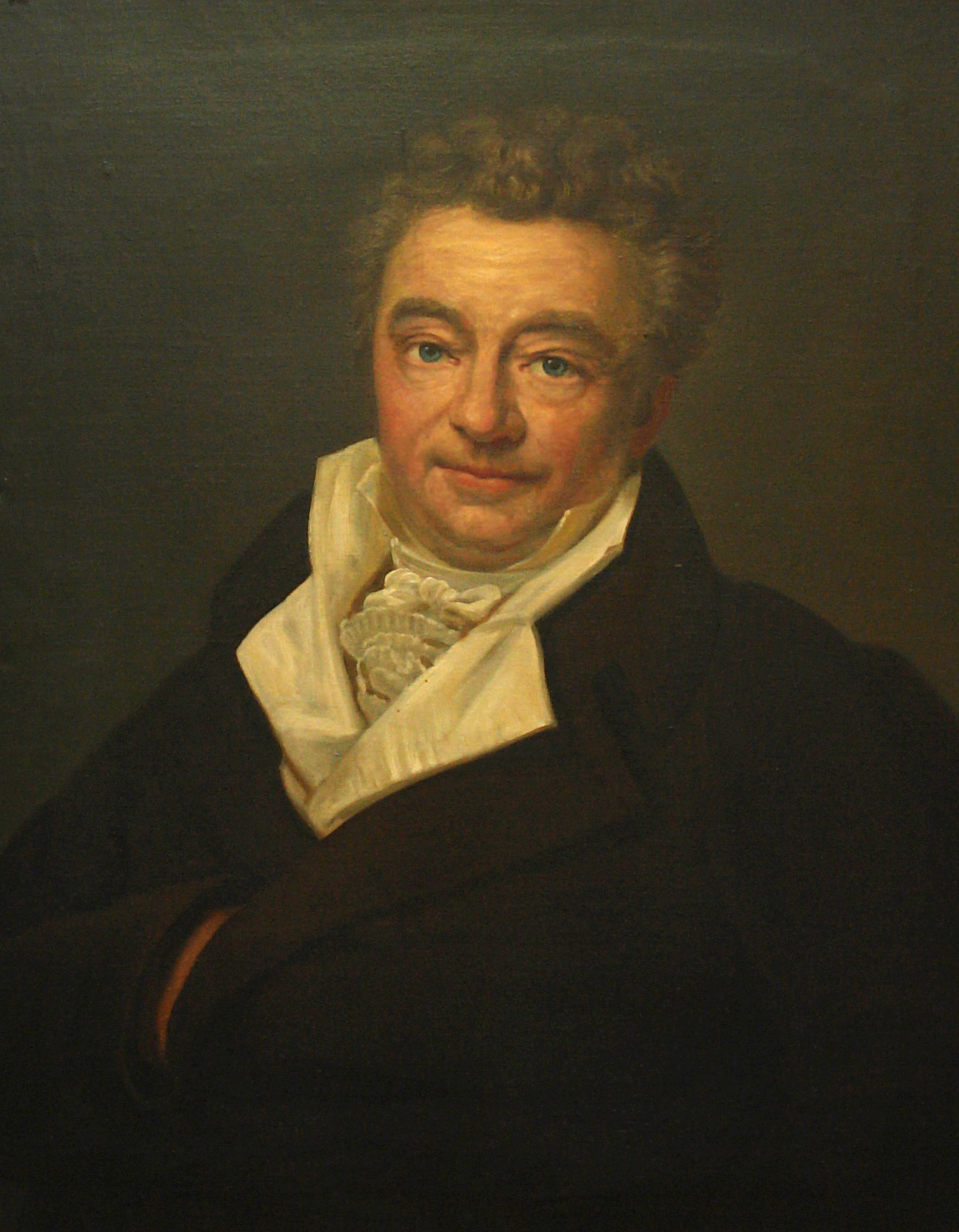
Christian Abraham Heineken

### Baugeschichte

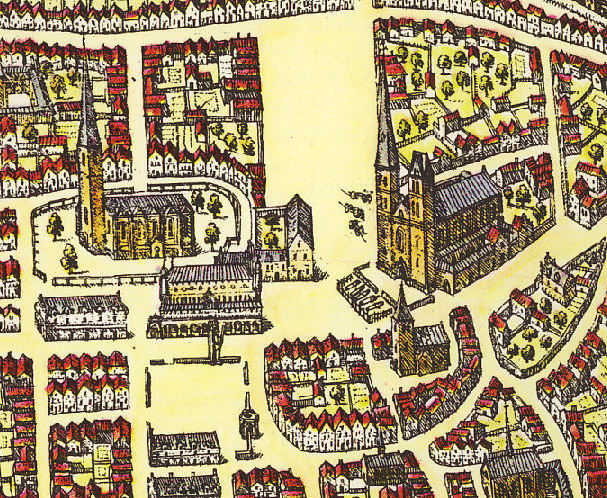
Bremen um 1600. Ausschnitt Liebfrauenkirche, Rathaus; hinter dem Dom die Sandstraße

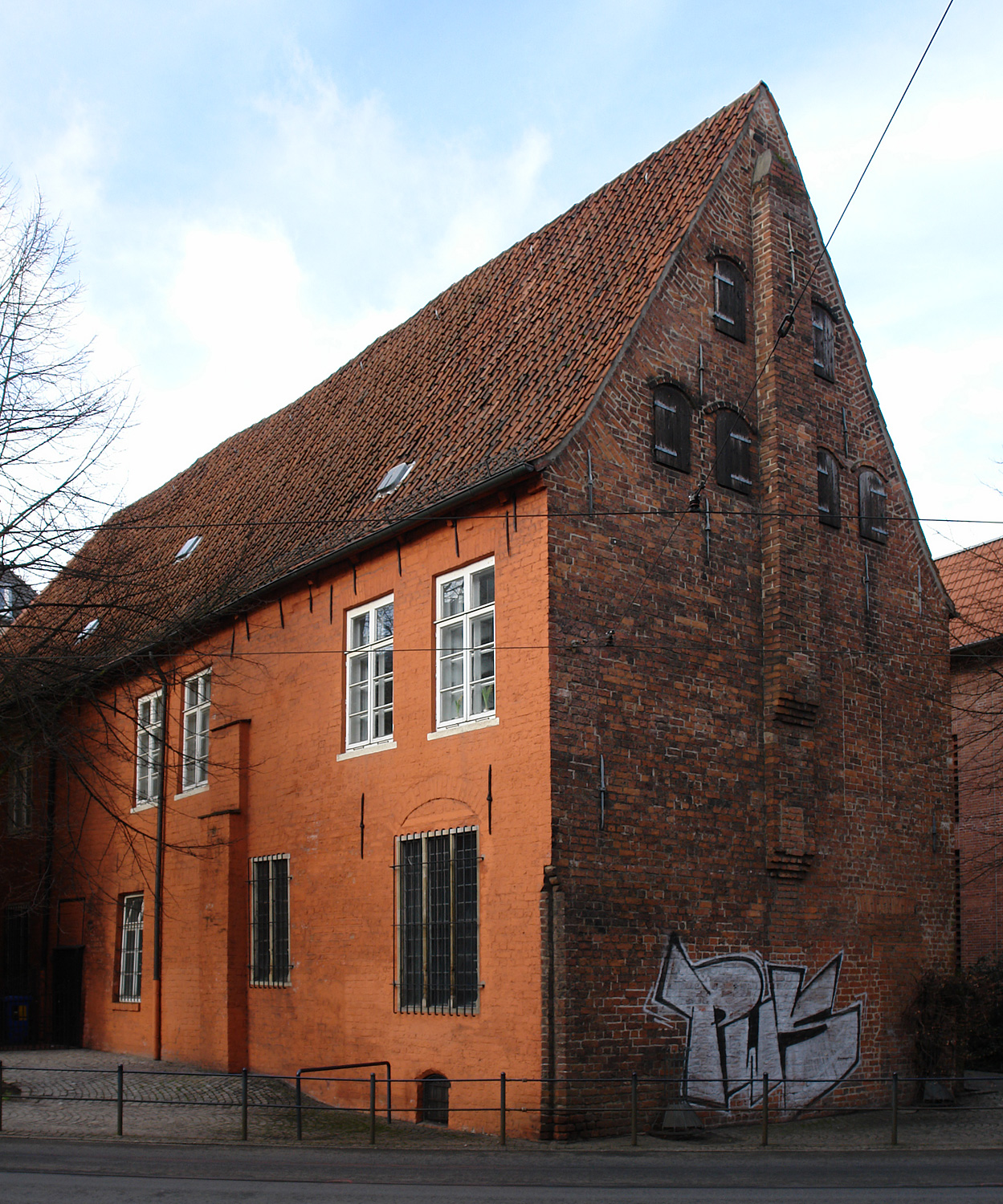
Altes Gebäudeteil mit dem Festsaal von 1579 (Violenstraße)

Baugeschichtlich sind drei Hauptbauabschnitte erkennbar.

Der älteste erhaltene Teil des Hauses ist der von der Sandstraße aus gesehen erste der beiden Kellerräume. Er hat ein einfaches Tonnengewölbe und gehörte wahrscheinlich zu einem sogenannten Steinwerk, dem aufgrund seines Baumaterials feuersicheren Teil eines Fachwerkhauses. In einem solchen Bauteil wurden wertvolle Haushaltsgegenstände und Urkunden aufbewahrt. Bei einer durch Sanierungsarbeiten bedingten Grabung im vorderen Teil des Hauses stieß man nicht nur auf „Abfall“ des 18. Jahrhunderts, darunter viele Scherben chinesischen Porzellans, sondern auch auf spätmittelalterliche Mauerreste und Teile einer Pflasterung – möglicherweise gab es an dieser Stelle einmal eine Tordurchfahrt.
Straßenbauarbeiten in der Sandstraße legten ferner 1985 parallel zur Fassade von Nr. 3 verlaufende Reste einer 62,5 cm dicken Mauer aus Klosterformatsteinen frei. Aus all diesen Puzzleteilen lässt sich jedoch kein schlüssiges Bild der ältesten Bauphase erstellen. Wahrscheinlich war es ein mit dem Giebel zur Sandstraße gerichtetes Fachwerkhaus.
1579 erfolgte, wie oben bereits erwähnt, eine gründliche Instandsetzung des Hauses durch den erzbischöflichen Kanzler Gideon Eggeling. Das Haus blieb zur Sandstraße hin giebelständig, wurde aber in Richtung Buchtstraße (heute Violenstraße) um einen großen Raum, einen Festsaal, verlängert. Die Entstehungszeit dieses hinteren Teiles des Hauses untermauert noch eine 1987 vorgenommene dendrochronologische Untersuchung des Alters von Balken des Dachstuhls sowie der Saaldecke. Das Fälldatum der Hölzer liegt zwischen 1576 und 1578. Der jetzt von der Violenstraße aus sichtbare rückwärtige Giebel ist aus dieser Zeit erhalten, ebenfalls der zweite, kreuzgratgewölbte Kellerraum, der ein bemerkenswertes Detail aufweist: Als frühe Form der Isolierung vor eindringender Feuchtigkeit wurden kleine Glasstücke schuppenartig in den Verputz der Wand eingearbeitet. Diese „Sanierungsmaßnahme“ ist dem 18. Jahrhundert zuzuschreiben.
Seine heutige Gestalt erhielt das Haus mit dem Umbau nach dem Verkauf an Syndikus Everhard Otto. In dem Vertrag vom 2. Dezember 1744 wurde festgehalten, dass das Fundament des Hauses zu dieser Zeit so zerfallen war, „daß es keiner Haupt-Reparation mehr wert sey und von Grund aus neu aufgeführt werden müsse“. Offenbar hat Otto diesen Neubau ausführen lassen, dabei jedoch den hinteren Teil des Hauses lediglich überformt. Das Vorderhaus wurde durch einen jetzt traufenständigen in L-Form an den hinteren Teil anschließenden Neubau ersetzt. Dafür mussten die beiden Buden Nr. 28 u. 29 weichen. Wahrscheinlich war der hintere Teil des Hauses doch nicht so baufällig, wie die Akten aussagen. Jedenfalls blieb er erhalten. Der Festsaal wurde umgestaltet und erhielt eine Rokoko-Stuckdecke. An der rückwärtigen Wand befanden sich eine Ofennische sowie eine dekorative Blindtür. Die heute wieder vorhandenen Fenster zur Violenstraße hatte man vermauert.
Aus der Otto-Zeit hat sich im Erdgeschoss auch noch eine jetzt als Besenkammer genutzte „Butze“ erhalten: Ein winziger Raum unterhalb der Treppe ins Obergeschoss, der wahrscheinlich einem Dienstmädchen als Schlafplatz diente. Die Tür ließ sich von innen verriegeln; Reste einer Marmorimitation blieben auf dem Türstock erhalten. Nach dem Vorbild des hier noch vorhandenen originalen Türdrückers wurden „Nachbauten“ für andere Türen des Hauses angefertigt.
Bestandteil des Anwesens war ferner eine barocke Gartenanlage, deren Grundstruktur zunächst von der Denkmalpflege durch die Form der Hofpflasterung erkennbar gemacht worden war. Der später doch noch in kleinerer Form durchgesetzte Bau eines Parkhauses hat deren Spuren dann beseitigt.

### Sanierung
Die Sanierung des Gebäudes wurde in drei Bauabschnitten durchgeführt. Der erste Abschnitt 1973/74 umfasste die zur Sandstraße gelegenen vorderen und mittleren Räume und die Dielen im Erd- und Obergeschoss des Bauteils von 1745. Während es im Erdgeschoss Türen gab, die der Heineken-Zeit zugeordnet werden können, besaßen die Wohnungen im ersten Stock ein Sammelsurium von Türen der Jahrhundertwende bis zur Nachkriegszeit. Mehrere Türblätter des 18. Jahrhunderts aus Abbrüchen in der Bremer Altstadt standen aus Lagerbeständen des Denkmalamtes zur Verfügung und konnten in das neue Amt eingebaut werden; die zugehörigen Zargen fehlten allerdings.
Der zweite Bauabschnitt umfasste 1979 die Sanierung der beiden hinteren Räume. Für eine statische Untersuchung wurde im Erdgeschoss die zu diesem Zeitpunkt bereits schwer beschädigte Rokoko-Stuckdecke aus der zweiten Hälfte des 18. Jahrhunderts (Umbau E. Otto) geöffnet und dabei eine äußerst detailreiche Deckenbemalung aus der Renaissancezeit entdeckt. Daraufhin wurden die erhaltenen Teile der schadhaften Stuckdecke gesichert und abgenommen um sie auf den Raum darüber zu übertragen. Hierbei fanden sich über einer farbig gefassten hölzernen Sockelverkleidung Überbleibsel einzelne Fäden, die vermutlich von einer ornamental gestalteten Rupfenbespannung stammten. Mit der Freilegung der Decke von 1580 wurden dann auch Planungen verworfen, das Haus an der Rückfront im Erdgeschoss um eine Achse zu verkürzen und mit einer Arkade für Fußgänger der geänderten Verkehrsführung der Violenstraße anzupassen.
Im Zuge eines dritten, über einen längeren Zeitraum verteilten Abschnitts wurden Fußböden im Erdgeschoss saniert sowie das Mauerwerk, besonders das Kellermauerwerk, das Hauptgesims, das Dachwerk und zuletzt die Gewände von zwei Renaissancefenstern instand gesetzt. Auf die Erneuerung von zwei Gauben, die bei Reparaturen nach dem Krieg aufgegeben worden waren, musste verzichtet werden. Der früher nicht freistehende Giebel zur Violenstraße wurde bewusst in seinem Rohzustand belassen.

## Deckenbilder

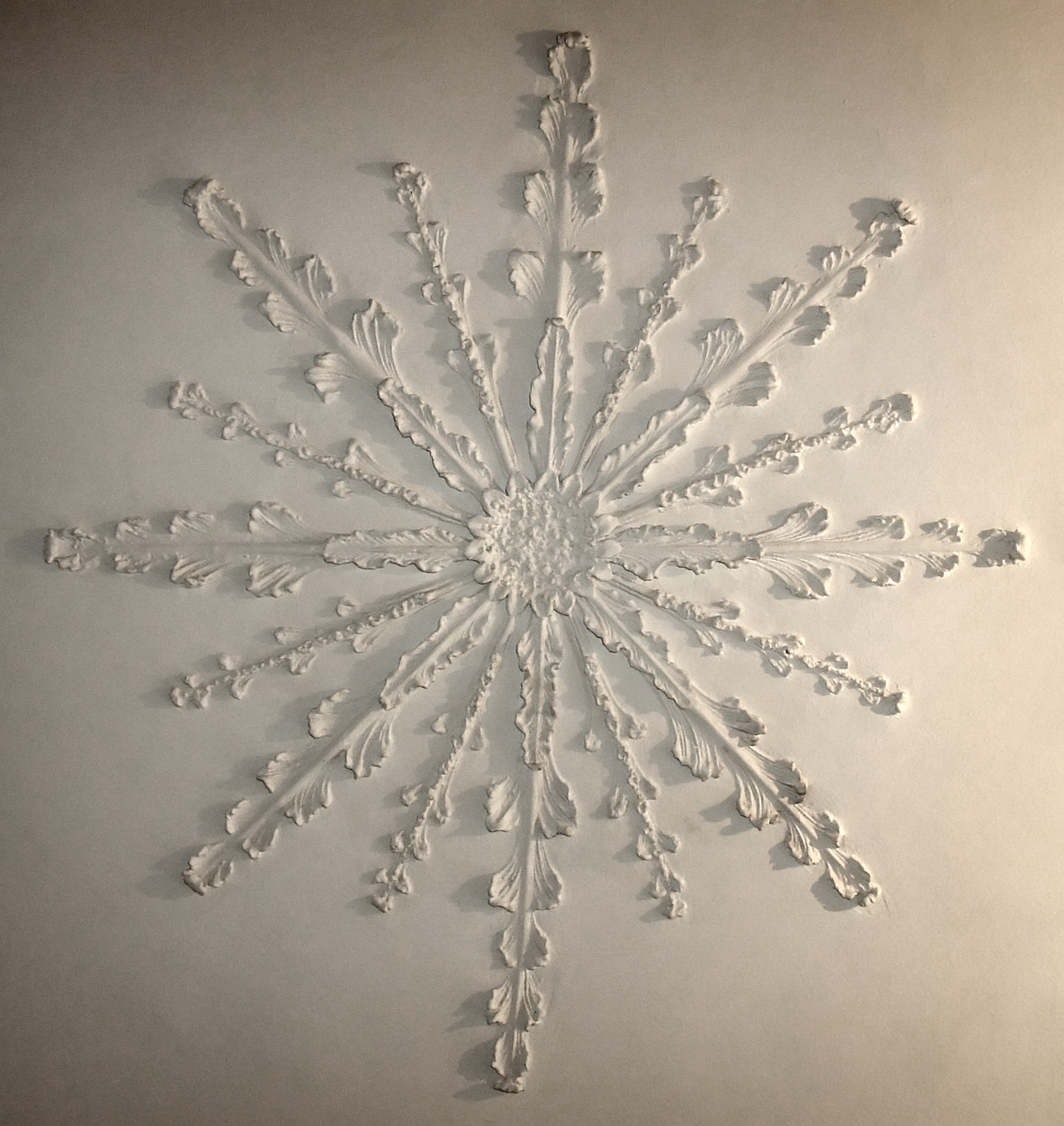
Mittelteil der Rokoko-Stuckdecke von 1744 nach der Übertragung

Bei der mit 1580 datierten Malerei handelt es sich um die älteste erhaltene bemalte Holzdecke Bremens. Sie ist älter als die beiden Renaissance-Decken im Haus Blomendal und wesentlich älter als die Decke der oberen Rathaushalle von 1612. Der Leimfarbenauftrag wurde auf ungrundierten Eichenbalken und Nadelholzdielen aufgebracht.
In hervorragendem Erhaltungszustand zeigt die Deckenmalerei fünfzehn Medaillons mit zeittypischen allegorischen Darstellungen, eingerahmt von Beschlag- und Rollwerk, Akanthusranken und Tieren. Die Themen der Allegorien, von Frauenfiguren verkörpert, sind die fünf Sinne, die sieben Kardinaltugenden und zwei der sieben freien Künste. Aus dem Rahmen fällt das fünfzehnte Medaillon, hier spielt ein Mann Dudelsack – vielleicht ein Hinweis darauf, dass der Raum als Festsaal genutzt wurde. Eines der Medaillons enthält die Datierung der Malerei: die Jahreszahl 1580. Zu dieser Deckenfassung gehörte eine malerische, dekorative Wandgestaltung, von der aber nur noch ein kleiner Rest erhalten ist.

### Ausführung

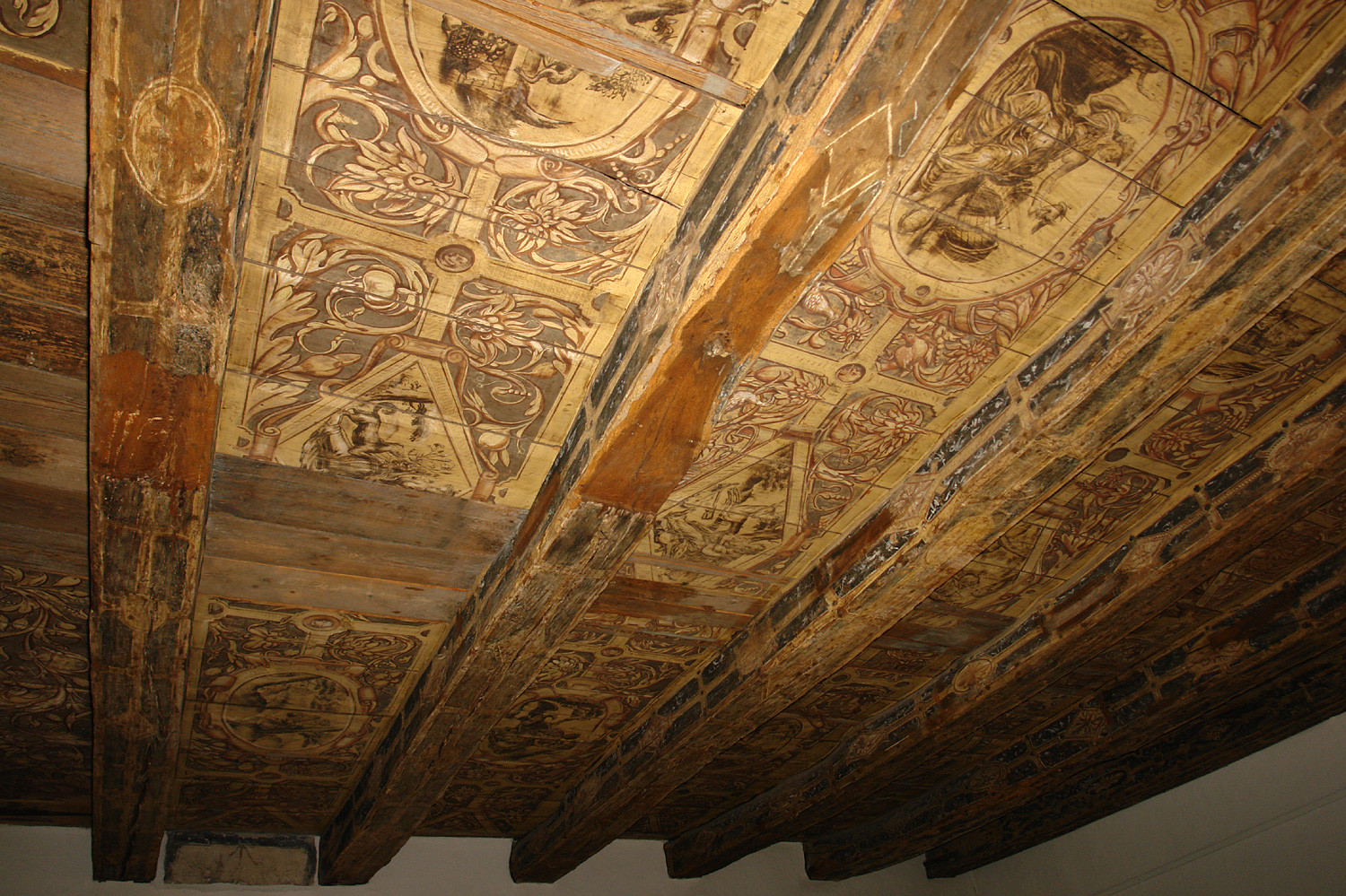
Teil der Holzdecke

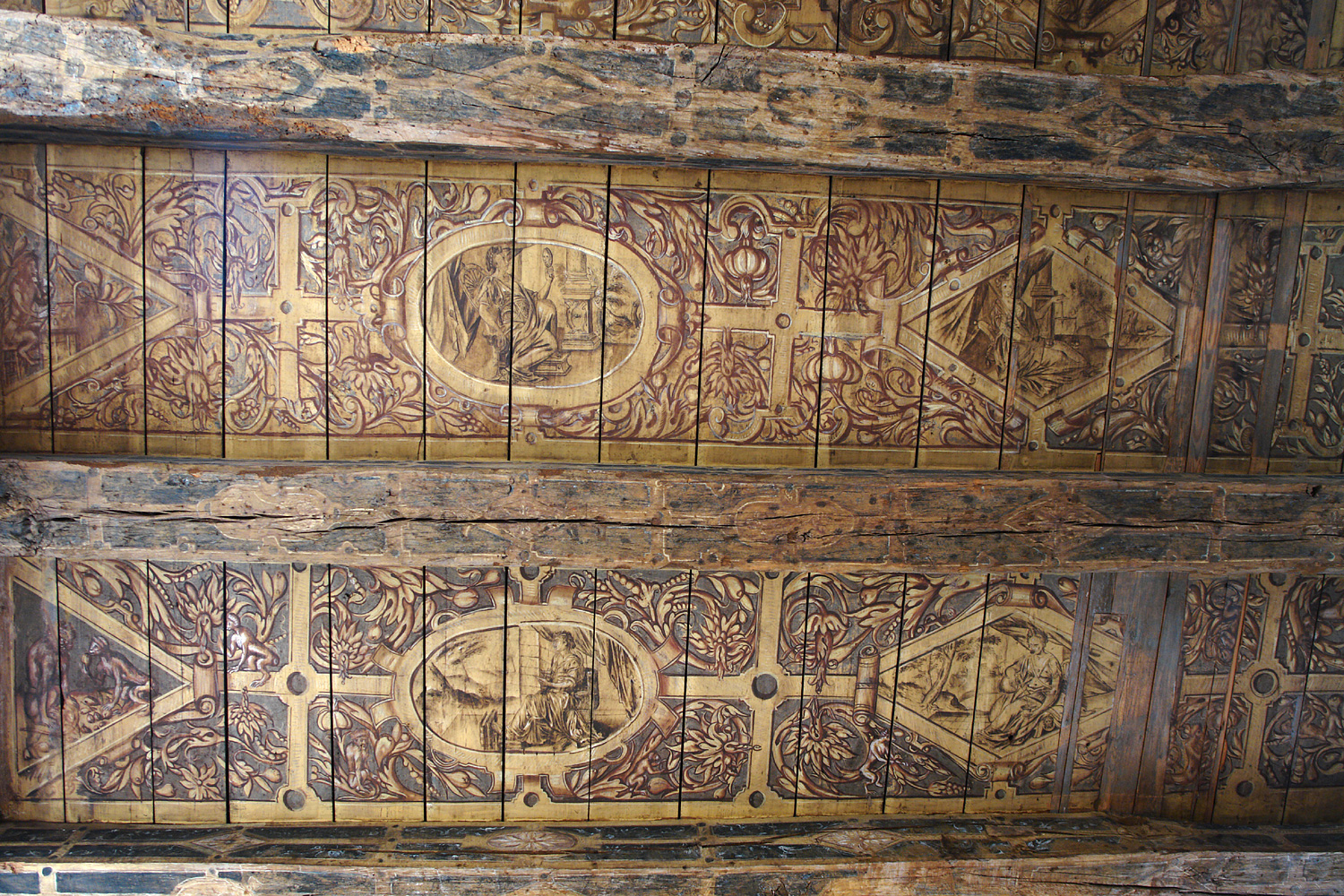
„Prudentia“, „Justitia“, „Dialectica“ und „Temperantia“

Den ehemaligen zu ebener Erde gelegenen Gartensaal durchziehen sechs große Deckenbalken, die fünf über den ganzen Raum sich erstreckende Felder mit den Hauptteilen der Malerei bilden. Die Bemalung der neu gefundenen Decke ist weitgehend erhalten und in Qualität und Reichtum ihres ikonographischen Programmes in Bremen bei vergleichbaren Deckenbemalungen bisher nicht anzutreffen. Bis auf kleine Schäden, bei denen der Malgrund vom Holz abgeplatzt ist, ist die Malerei erstaunlich gut erhalten, was auch dem Umstand zu verdanken ist, dass die über 400 Jahre alte Decke über mehr als die Hälfte dieser Zeit gut geschützt war.
Die durch die Balken gebildeten Bildstreifen sind durch gemaltes Beschlagwerk gegliedert, das in der Mitte ein rhombisches Bildfeld und seitlich davon je eine ovale Kartusche umschließt. In jedem Feld wird eine Figur mit ihren Attributen vor einer Landschaft gezeigt. Alle Balken sind ebenfalls mit Beschlagwerk bemalt, das abwechselnd ovale und rhombische Felder bildet. Die zwischen dem Beschlagwerk freibleibenden Flächen sind mit Pflanzenornamenten gefüllt. Die Farbigkeit konzentriert sich auf Erdfarben, auf einen heute etwas blass wirkenden ockergelben Ton, der ursprünglich sicher wie Gold gewirkt hat. Figuren und Landschaft in den Bildkartuschen sind mit Schwarz und ein wenig Braun gemalt und mit Weiß gehöht. Auf den Balken ist der Hintergrund zwischen dem Beschlagwerk schwarz, das Rankenornament darauf weiß.
Die Bilder kennzeichnet ein feiner Pinselstrich, das Ornament dagegen ist lockerer, mit breiterem Pinsel und kräftigerem Schwung hingesetzt. Das schwach plastische Ornament des Beschlagwerkes läuft in aufgerollten Bandenden aus, dem sogenannten Rollwerk. Diese aus der Schmiedekunst übernommenen Formen wurden vor allem seit der 2. Hälfte des 16. Jahrhunderts besonders beliebt. Durch den Ornamentstich der Vorlagenbücher, vor allem der Niederländer wie Cornelis Floris, Cornelis Bos oder Hans Vredeman de Vries, wurden Beschlag- und Rollwerk sowie die Groteske schnell verbreitet und allgemein beliebt.

### Allegorien

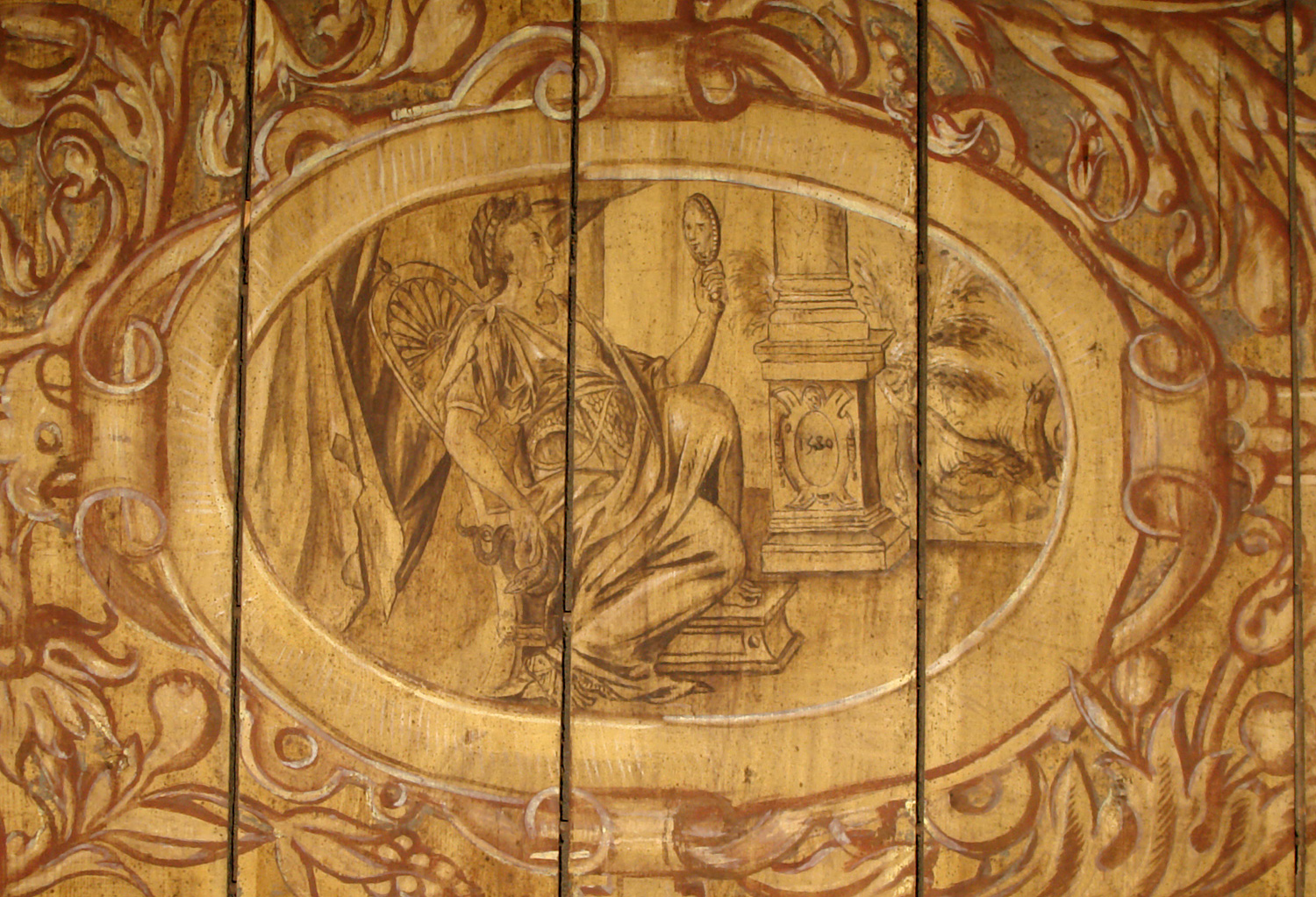
Medaillon „Prudentia“ mit der Jahreszahl „1580“

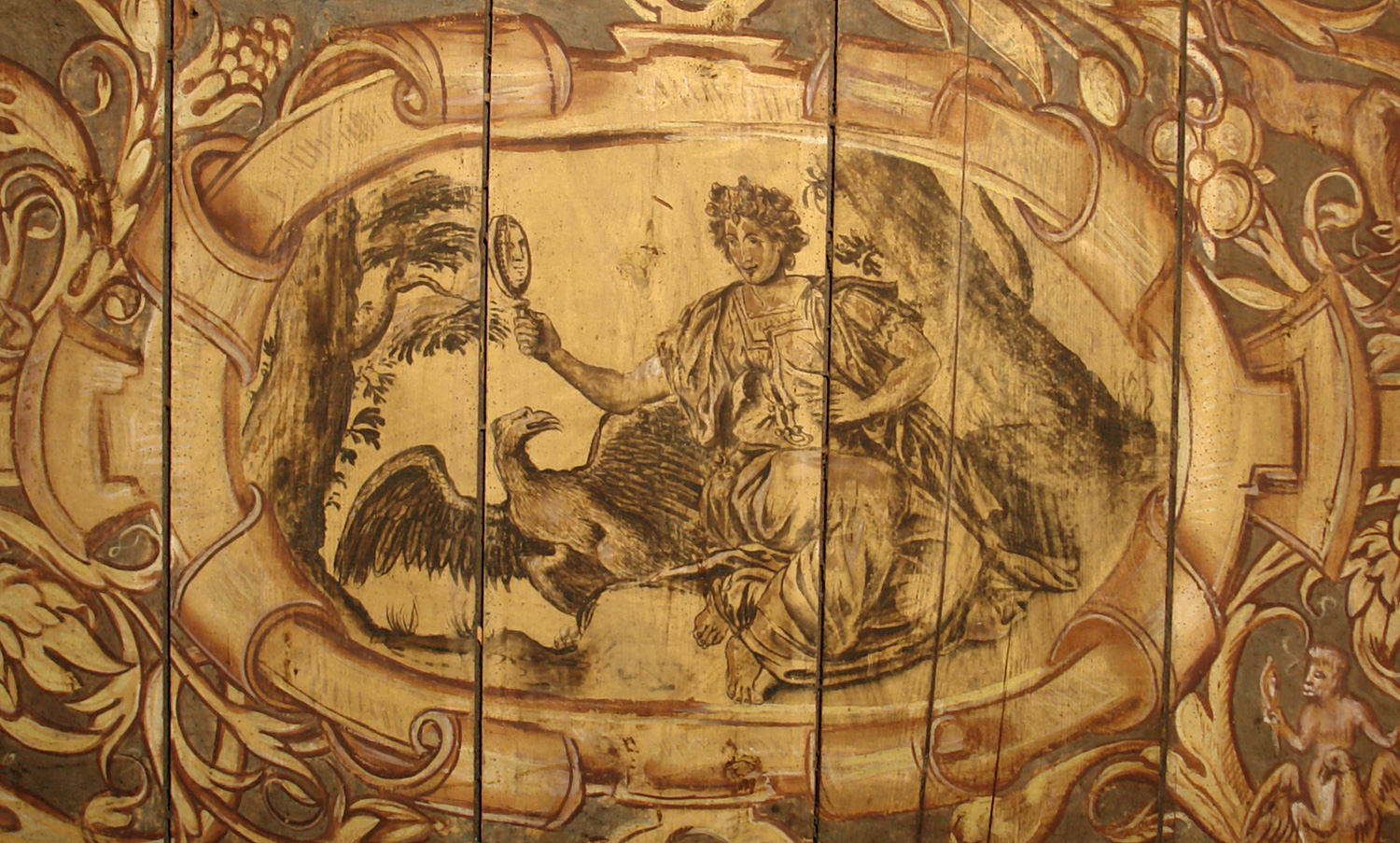
Medaillon „Visus“ mit den Attributen Spiegel und Adler

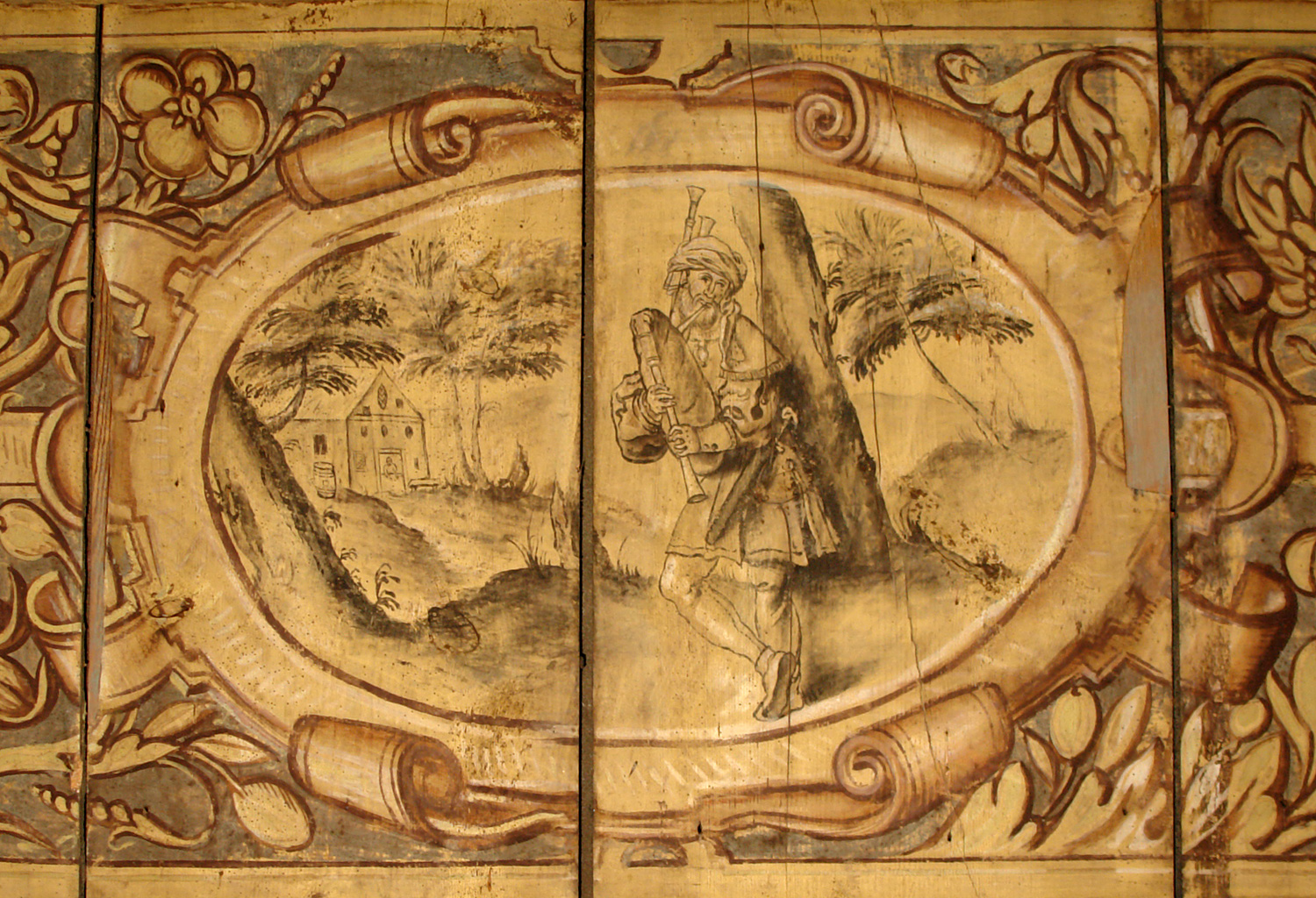
Dudelsackspieler nach einem Stich von Albrecht Dürer (1514)

Die ikonografische Bedeutung der einzelnen Bildfelder erschließt sich aus den dargestellten Figuren und ihren Attributen. Es sind fast ausschließlich Frauen. Sie verkörpern Allegorien, symbolische Personifikationen menschlicher Tätigkeiten und Verhaltensweisen. Sieben Bildkartuschen stellen die Kardinaltugenden dar, zwei weitere sind den sieben freien Künsten zugehörig. Bis auf die „Rhetorik“ sitzen alle Frauen auf einer Art Bühne in einem offenen Raum, im Hintergrund eine Landschaft. Ihre Betonung verweist auf niederländischen Einfluss. Auf fünf weiteren Bildmedaillons mit einer Fülle von Attributen sind Tiere dargestellt. Diese Allegorien verkörpern die fünf menschlichen Sinne, ein Thema, das um 1580 in der Kunst als noch sehr neu anzusehen ist.
Das letzte Bild mit dem Dudelsack spielenden Mann fällt etwas aus dem Rahmen der Gemäldefolge. Als einzige männliche Figur ist sie, da sie stehend dargestellt ist, auch kleiner als die anderen Sitzenden. Ihre Bedeutung könnte auf die Allegorie der „Musik“ oder des „Tanzes“ („Chorus“ – Rundtanz, Reigen) hinweisen. Das Motiv geht auf einen Stich von Albrecht Dürer (1514) zurück, was lange Zeit nicht bekannt war.
Die ikonologische Bedeutung des ornamentalen Umfeldes der Bildkartuschen verweist mit den Fruchtgehängen auf Christus und die Tugenden. Sie werden zum Beispiel an der Kanzel der Ansgarikirche, die 1592 Hermen Wulff schuf, unterhalb der Tugendallegorien angebracht. Hier rahmen sie die geistlichen Kardinaltugenden. Der Affe ist dagegen das Symbol des Bösen und des Lasters, er verweist auf die Sündhaftigkeit des Menschen und die Fehlerhaftigkeit seiner Taten. Der Hund ist meist auch ein negatives Symbol, mit dem Unzüchtige, Mörder und andere Übeltäter verglichen werden, die nicht ins Paradies aufgenommen werden. Bei der Figur mit dem Hund auf dem Schoß symbolisiert er „Treue“.

### Auftraggeber und Künstler
Über den Besitzer des zum Domstift gehörenden Hauses, den Auftraggeber der Malerei oder auch die Nutzung des Saales ist bis jetzt nichts bekannt. Dass aus den Allegorien der freien Künste gerade „Rhetorik“ und „Dialektik“ ausgewählt wurden, könnte auf einen Geistlichen weisen.
Unbekannt ist auch der Künstler. Zu der Zeit lagen Kunst und Handwerk in Bremen noch ausschließlich in einer Hand, zumindest jedoch in einer Werkstatt. So verstand man sich, wie auch die Steinhauer und „Snitker“ (Tischler), in erster Linie als Handwerker. Die haben, solange sie sich nicht ausgesprochen als Künstler fühlten, ihre Arbeiten in den seltensten Fällen signiert.